# Kopra

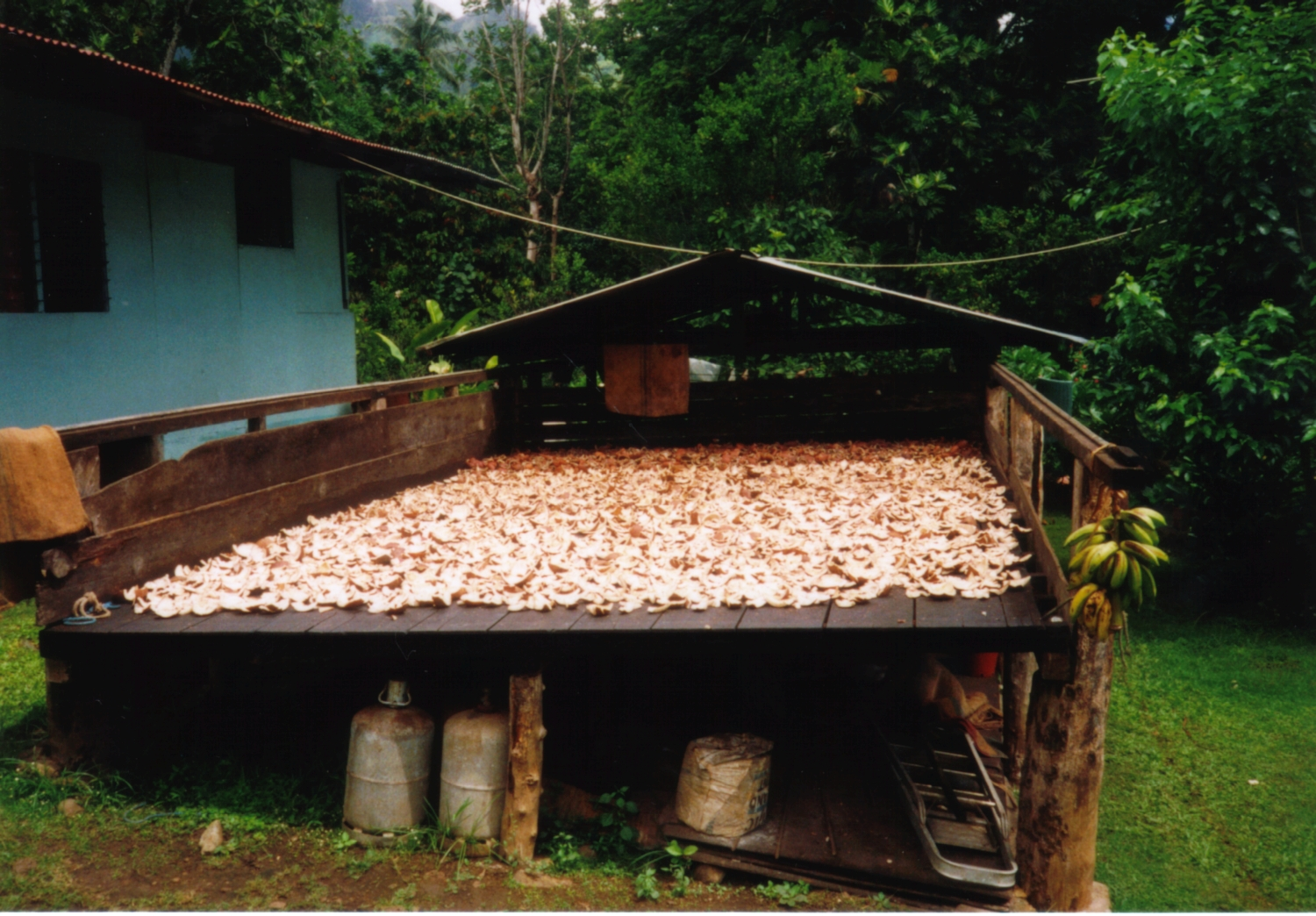
Kopra

Kopra – wysuszony miąższ (bielmo) nasion kokosa właściwego (palmy kokosowej), będący najważniejszym z ekonomicznego punktu widzenia surowcem pozyskiwanym z kokosa. Zawiera około 60–70% tłuszczu i na skalę przemysłową wykorzystywany jest do wyrobu oleju kokosowego. Przed wysuszeniem bielmo jest także ucierane w wióry, następnie macerowane w gorącej wodzie i prasowane, co w efekcie daje białą, nieprzejrzystą emulsję. Z niej także uzyskuje się olej, ale też mleko i krem kokosowy, służące do wyrabiania słodyczy. Słodkie masy z kremem kokosowym są formowane, suszone, a następnie krojone na podobne do toffi cukierki, o silnie kokosowym smaku.
Kopra ma postać połamanych kawałków bielma, z jednej strony z brązową skórką, z drugiej z białawym lub żółtawym, wysuszonym miąższem. Ma charakterystyczny smak i zapach. Poza tłuszczami składa się w 3–6% z wody i 3–12% z kwasów tłuszczowych.
Wartość obrotów koprą na rynkach światowych w 2019 wyniosła 67 milionów dolarów, przy czym wartość ta spadła ze 114 milionów w 2018. W 2019 największymi eksporterami kopry były kraje: Indonezja (wartość eksportu 29,2 milionów dolarów), Papua-Nowa Gwinea (15 milionów $), Indie (4,97 milionów $), Sri Lanka (4,42 milionów $) i Egipt (2,99 milionów $).

## Wartości odżywcze
Wiórki kokosowe są bogatym źródłem kwasu laurynowego (27,6 g na 100 g), kwasu mirystynowego (10,3 g na 100 g) oraz błonnika. Kopra zawiera również dużo manganu, żelaza oraz potasu.
| Aminokwasy (w 100 g) |
| --- |
| - Izoleucyna – 201 mg - Leucyna – 380 mg - Lizyna – 223 mg - Metionina – 97 mg - Cystyna – 105 mg - Fenyloalanina – 261 mg - Tyrozyna – 156 mg - Treonina – 186 mg - Tryptofan – 61 mg - Walina – 313 mg - Arginina – 842 mg - Histydyna – 119 mg - Alanina – 261 mg - Kwas asparaginowy – 500 mg - Kwas glutaminowy – 1170 mg - Glicyna – 246 mg - Prolina – 209 mg - Seryna – 268 mg |